# 야가와역
야가와역(일본어: 矢川駅, やがわえき)은 일본 도쿄도 구니타치시에 있는 동일본 여객철도(JR 동일본) 난부 선의 철도역이다.

## 역 구조
- 섬식 승강장 1면 2선의 지상역. 승강장의 가와사키 역 쪽에 교상 역사를 가진다.

### 타는 곳
| 1 | ■ 난부 선 | 다치카와 방면                                     |
| 2 | ■ 난부 선 | 부바이가와라, 후추혼마치, 노보리토, 가와사키 방면 |

## 이용 상황
2008년도의 1일 평균 승차 인원은 7,339명이었다.

## 역사
- 1932년 5월 20일 - 난부 철도 야호역 - 니시쿠니타치역 간의 개업.
- 1944년 4월 1일 - 난부 철도의 국유화에 의해 일본국유철도 난부 선의 역이 된다.
- 1966년 3월 25일 - 야호 역 - 니시쿠니타치 역 간의 복선화가 완성.
- 1987년 4월 1일 - 국철 분할 민영화에 의해 JR 동일본 난부 선의 역이 된다.

## 인접한 역
| 동일본 여객철도 난부 선  | 동일본 여객철도 난부 선 | 동일본 여객철도 난부 선          |
| ------------------------ | ----------------------- | -------------------------------- |
| JN 23 야호 가와사키 방면 | 난부 선                 | JN 25 니시쿠니타치 다치카와 방면 |